# Dambrava (Familienname)
Dambrava ist ein litauischer männlicher Familienname, abgeleitet vom litauischen Wort dambra, dt. Pfeife.

## Weibliche Formen
- Dambravienė, verheiratet
- Dambravaitė, ledig

## Personen
- Vytautas Antanas Dambrava (1920–2016), Diplomat und Jurist